# الیور کیسی
الیور کیسی (انگلیسی: Oliver Casey؛ زادهٔ ۱۴ اکتبر ۲۰۰۰) بازیکن فوتبال است.
از باشگاه‌هایی که در آن بازی کرده‌است می‌توان به باشگاه فوتبال لیدز یونایتد اشاره کرد.